# Aulus Hirci
Aulus Hirci (llatí: Aulus Hirtius A. F.) va ser un cavaller romà, amic personal i polític de Juli Cèsar, qui el va nomenar cònsol per a l'any 43 aC. Era alumne de Ciceró i es creu que va col·laborar en la redacció de la part del De bello gallico que tracta sobre Hispània i Àfrica.

## Orígens familiars
Aulus Hirci procedia d'una família plebea originària de Ferentínum a territori dels hèrnics. Va ser el primer de la seva família en obtenir una magistratura, per tant se'l considerava un homo novus.

## Inicis en política
L'any 58 aC era llegat de Cèsar a la Gàl·lia, però fou més un negociador que un soldat. El 50 aC Juli Cèsar el va enviar a Roma amb una carta per Luci Balb i la seva arribada va causar alarma a Gneu Pompeu, però va tornar a la Gàl·lia sense més.
El 49 aC va anar altre cop a Roma quan ja Pompeu havia sortit d'Itàlia i després no se sap si va acompanyar a Cèsar a Hispània o va romandre a Roma. És possible que fos un dels deu pretors nomenats per Cèsar (una moneda que s'ha trobat porta la inscripció Hirtius pr.), però sembla fora de discussió que fou l'autor de la lex Hirtia que expulsava als pompeians de les magistratures.
Després de la guerra a Egipte, Hirci es va trobar amb Cèsar a Antioquia l'any 47 aC. A l'any següent fou present als jocs de Praeneste i va viure un temps a Tusculum mentre Cèsar era a Àfrica. Ciceró li va donar lliçons d'oratòria juntament amb un altre alumne, Gai Vibi Pansa, i Hirci va ensenyar a Ciceró els secrets de la cuina i de la taula.
Va rebre a Cèsar quan va tornar d'Àfrica (46 aC), ja amb el càrrec de pretor. L'any següent (45 aC) no el va acompanyar a la segona campanya a Hispània, però el va anar a trobar a Narbona i d'allí va anunciar per carta a Ciceró la derrota dels pompeians (carta data el 18 d'abril del 45 aC).

## Consolat
L'any 44 aC se li va encarregar el govern de la Gàl·lia Belga, però hi va enviar un llegat i va romandre a Roma a l'espera de Cèsar, que quan va tornar el va nomenar cònsol pel 43 aC junt a Vibi Pansa (Pansa i Hirci eren llavors àugurs).
Va aconsellar al dictador estar sempre protegit pels guàrdies, però Cèsar no li va fer cas. A la mort de Cèsar (44 aC) es va trobar enfrontat al senat (pompeià), als assassins, i també a Marc Antoni. Es va retirar a Puteoli i va fer de mediador entre les diverses parts. Després, encara el 44 aC, es va retirar a la seva propietat a Tusculum.
L'1 de gener del 43 aC va prendre possessió com a cònsol i va haver de declarar la seva fidelitat a la constitució existent. Va ser enviat a Mutina com a ambaixador, a negociar i a combatre a Marc Antoni i el va expulsar de Claterna; després va unir les seves forces consulars amb les d'Octavi (August) a Forum Cornelii on van establir els seus quarters d'hivern. A la tardor no va poder assistir a una reunió del senat a causa d'una malaltia de la qual no es va recuperar mai totalment.
El març Pansa va arribar a Bonònia, que ja havia estat ocupada per Hirci i Octavi, però fou derrotat per Marc Antoni a Forum Gallorum i va resultar mortalment ferit. Hirci va compensar el desastre amb un atac a les forces d'Antoni quan tornaven a Mutina. El 27 de març va atacar Mutina, Antoni va ser derrotat i Hirci va caure en combat. Octavi va enviar les restes dels dos cònsols a Roma on foren rebuts amb honors extraordinaris i enterrats al camp de Mart. Algunes veus van dir que havia estat mort per ordre d'Octavi qui esperava desfer-se dels consols i entendre's amb Marc Antoni.
Se'l considera autor del llibre vuitè de De bello gallico (també atribuït a Oppi) així com algun altre.